# Neonacionalismo
O neonacionalismo  ou o novo nacionalismo   é uma ideologia e movimento construído sobre as características do nacionalismo clássico. Desenvolveu-se em sua forma final aplicando elementos com caráter reacionário gerados como reação às mudanças políticas, econômicas e socioculturais que ocorreram com a globalização durante a segunda onda de globalização no final de 1980. Em suas formas extremas, poderia estar associado a várias posições, como populismo de direita,  anti-globalização, nativismo,  protecionismo,  oposição à imigração,  islamofobia, Sinofobia, e euroceticismo, quando aplicável. Com a globalização e a ideia de uma única nação, os neo-nacionalistas veem a questão de identidade nacional ameaçada. Eles reivindicam a proteção do patrimônio simbólico, como a arte e as tradições populares, que também são comuns ao nacionalismo cultural. É o que constituiu a identidade coletiva das nações, que não é necessariamente exclusiva, de acordo com o desejo de pessoas de diferentes culturas de se juntar a essa nação. Expressões particularmente notáveis do novo nacionalismo incluem a votação do Brexit no referendo de adesão à União Europeia do Reino Unido de 2016 e a eleição de 2016 de Donald Trump como o 45o Presidente dos Estados Unidos .

## Origens
O neo-nacionalismo é considerado um fenômeno da Europa Ocidental. Ele tem suas origens no período pós- Guerra Fria e as mudanças que a terceira fase da globalização trouxe aos estados da Europa Ocidental. A integração e o alargamento da UE deram origem a uma série de mudanças econômicas, sociais e políticas, causando incertezas em nível individual e coletivo. O empoderamento da União Europeia, ampliando seus membros e os referendos sobre a Constituição da União Europeia, formou a ideia de um quase-estado transnacional e de uma nação global sob democracia liberal como a ideologia política única que governa esse estado transnacional. Depois que o referendo sobre o Tratado para estabelecer uma Constituição para a Europa foi rejeitado, a delegação de soberania nacional na União Europeia foi vista pelos neo-nacionalistas como um ato estratégico que visa à acumulação de poder que compromete a soberania nacional dos Estados e seus direitos de autodeterminação .

## Fatores externos
Os eventos dramáticos que marcaram o mundo islâmico na década de 1980, como a Revolução no Irã, o assassinato do presidente egípcio e a morte do presidente do Paquistão, deram início ao aumento da imigração para os países da Europa Ocidental. Os problemas que os imigrantes encontraram em relação à sua chegada, acomodação e integração na sociedade doméstica do Estado anfitrião motivaram a reestruturação da agenda política e os ajustes de políticas que integravam a diversidade de imigrantes. A inclusão de princípios 'estrangeiros' próximos aos elementos tradicionais que constituem o caráter do Estado anfitrião como critério de política levou ao sentimento da ameaça que o neo-nacionalista sentia. Esse processo foi enquadrado como 'islamização' e se transformou no fator explicativo para um comportamento coletivo defensivo específico, além de declarada xenofobia.
Os conflitos e a violência que se seguiram após a desestabilização política em alguns dos estados islâmicos levaram à categorização do Islã como tendo um caráter antidemocrático antidemocrático que está em desacordo com a democracia liberal ocidental. Após os ataques de 11 de setembro, essa imagem do Islã se tornou dominante. O sentimento da "ameaça islâmica" às sociedades modernas e sua cultura que se espalhou pelos estados da Europa Ocidental resultou no aumento da consciência e do orgulho nacional em termos de cultura e folclore, e na necessidade de proteger a identidade cultural nacional.

## Raízes no Nacionalismo
O neo-nacionalismo é o sucessor do nacionalismo clássico. Tanto nacionalistas quanto neo-nacionalistas veem a nação como uma família, mas diferem nos critérios de afiliação. Nacionalista ver o estado e a nação como uma família cujos membros são indissociáveis baseada na homogeneidade étnica, racial, genético, religiosa ou cultural como critérios de pertencimento Em contraste, os neo-nacionalistas tomam a associação histórica como o principal fator para a concessão de filiação à família nacional, o que a torna inclusiva e fundamentalmente diferente de seus predecessores em termos de inclusão.
Em contraste com o nacionalismo clássico, o neo-nacionalismo não exige etnia e raça para estruturar uma ordem hierárquica em termos de "certo" e "errado". A principal distinção que faz com que os neo-nacionalistas se afastem de seus antecessores é sua posição sobre as diferenças e a relação entre diversos grupos e comportamento. No cerne do nacionalismo romântico tradicional, reside a noção de desempenho correto da 'supremacia branca' base nos princípios estabelecidos pelo Ocidente, que servem como padrão universal de condutas e modelo de aplicação universal sobre o qual as ações e colonizações missionárias tiveram êxito. recebeu justificativa no passado. Em contraste, os neo-nacionalistas sustentam que o comportamento correto entre os membros da sociedade civil se baseia na reciprocidade. As diferenças não devem ser enquadradas como um problema que requer ação a ser superada. Como as diferenças são naturalmente dadas e fazem parte da identidade do indivíduo e do coletivo, elas devem ser integradas à sociedade civil com base em tolerância e respeito mútuos, sem serem hierarquicamente ordenadas, produzindo reivindicações normativas e categorizando 'bom ou ruim'.
Com base na tolerância e respeito entre os diversos, os neo-nacionalistas sustentam que os migrantes devem receber direitos básicos de viver de acordo com seu próprio contexto cultural, mas, ao mesmo tempo, espera-se que eles se integrem à sociedade civil doméstica adotando os princípios básicos da cultura ocidental. Fundamentalmente, o neo-nacionalismo está em forte defesa da igualdade de gênero . Baseado no código islâmico que não coloca homens e mulheres em uma posição de igualdade e determina a homossexualidade como um pecado, o Neo-Nacionalismo insiste na total integração dos muçulmanos que desejam ingressar nos países da Europa Ocidental com os princípios modernos da igualdade de gênero .

## Visão geral e características
Ao escrever para o Politico, Michael Hirsh descreveu o novo nacionalismo como "uma rejeição populista amarga do status quo que as elites globais impuseram ao sistema internacional desde o fim da Guerra Fria e que os eleitores de baixa renda decidiram - compreensivelmente - que são injustos".   Michael Brendan Dougherty escreveu na The Week que o novo nacionalismo é uma "ampla revolta nativista " contra a política pós-Guerra Fria, "caracterizada por uma ortodoxia do livre comércio, alimentando a economia de serviços, acordos comerciais neoliberais e políticas de imigração liberalizadas".
The Economist escreveu em novembro de 2016 que "novos nacionalistas estão cumprindo promessas de fechar fronteiras e restaurar as sociedades a uma homogeneidade passada". Clarence Page escreveu no Las Vegas Sun que "um novo nacionalismo neo-tribal surgiu na política europeia e em menor grau nos Estados Unidos desde o colapso econômico global de 2008"  e Ryan Cooper na The Week e pesquisadores do Center for Economic Policy Research vincularam o populismo de direita do século XXI à Grande Recessão . Segundo o teórico político de Harvard Yascha Mounk, "a estagnação econômica entre os brancos de classe média e baixa [tem sido] um dos principais fatores para a ascensão do nacionalismo em todo o mundo". De acordo com o estudioso da religião Mark L. Movesian, o novo nacionalismo "coloca o Estado-nação contra regimes liberais supranacionais como a UE ou o NAFTA, e costumes e tradições locais, incluindo tradições religiosas, contra tendências estrangeiras e externas".
David Brog e Yoram Hazony escreveram na National Review que alguns conservadores veem o novo nacionalismo associado ao Brexit e Donald Trump como uma traição à ideologia conservadora, enquanto o veem como um "retorno". Segundo o comentarista conservador Jonah Goldberg, o nacionalismo associado a Trump é "realmente pouco mais que um nome de marca para políticas genéricas de identidade branca".
Ao escrever para a semana, Damon Linker chamou a ideia do neo-nacionalismo de "absurdo" racista e continuou dizendo que "a tendência dos progressistas a descrevê-lo como nada além de 'racismo, islamofobia e xenofobia' - é o desejo de deslegitimar. qualquer apego particularista ou forma de solidariedade, seja nacional, linguística, religiosa, territorial ou étnica".
Com relação ao novo nacionalismo, o The Economist disse que "Trump precisa entender que suas políticas se desdobram no contexto do nacionalismo ciumento de outros países" e chamou o próprio nacionalismo de "conceito escorregadio" e "fácil de manipular". Eles também contrastaram repetidamente o nacionalismo étnico e o nacionalismo cívico e implicaram que o novo nacionalismo poderia tornar-se "irado" e difícil de controlar, citando o nacionalismo chinês como exemplo.

## Políticos, partidos e eventos associados

### Brasil
O presidente do Brasil, Jair Bolsonaro, ex-partidário do Partido Social Liberal (PSL) do país, foi descrito como um novo nacionalista. A ideologia e as políticas de Bolsonaro foram fortemente influenciadas por seu consultor e pensador nacionalista Olavo de Carvalho.

### China
O conceito de "sonho chinês" do secretário-geral do Partido Comunista Chinês , Xi Jinping, foi descrito como uma expressão do novo nacionalismo. Sua forma de nacionalismo enfatiza o orgulho da civilização chinesa histórica, abraçando os ensinamentos de Confúcio e outros sábios chineses antigos e, assim, rejeitando a campanha anti-Confúcio do presidente do partido: Mao Zedong .

#### Hong Kong
O nacionalismo de Hong Kong evoluiu do movimento local e enfatiza uma identidade distinta de Hong Kong, em oposição à identidade nacional chinesa promovida pelo governo chinês e sua crescente invasão na administração da cidade de seus próprios assuntos políticos, econômicos e sociais. A retórica localista geralmente apresenta o direito à autodeterminação, posturas anti-imigração contra imigrantes e turistas do continente e preservando a identidade e a cultura local semelhantes ao novo nacionalismo ocidental.

### Egito
O presidente egípcio Abdel Fattah el-Sisi (cargo assumido em 2014) foi descrito como um novo nacionalista.

### Hungria
O primeiro-ministro húngaro, Viktor Orbán (assumiu o cargo em 2010), líder do partido governista Fidesz, foi descrito como um novo nacionalista.

### Índia
O primeiro-ministro indiano Narendra Modi (assumiu o cargo em 2014) e seu Partido Bharatiya Janata (BJP) foram referidos como novos nacionalistas. Modi é membro da Rashtriya Swayamsevak Sangh (RSS), uma organização paramilitar de direita alinhada com o BJP, que também se diz defender uma nova ideologia nacionalista. As campanhas nacionalistas de Modi foram dirigidas pelo estrategista do BJP Amit Shah, que atualmente atua como ministro do Interior da Índia (escritório assumido em 2019), e foi apontado como um potencial sucessor de Modi como primeiro-ministro.
Yogi Adityanath, ministro-chefe do estado indiano de Uttar Pradesh (escritório assumido em 2017) também foi identificado como um novo nacionalista. Ele também foi apontado como um futuro primeiro ministro do país.

### Israel
O primeiro-ministro israelense Benjamin Netanyahu (assumido o cargo em 2009), líder do partido Likud, foi descrito como promovedor  um novo nacionalismo e como perseguidor de uma política externa de laços estreitos com outros novos líderes nacionalistas, incluindo Trump, Orbán., Salvini, Putin, Modi, Bolsonaro, Duterte e Sisi.
Em 2019, Netanyahu estabeleceu uma aliança política com a União ultranacionalista dos Partidos de Direita.

### Itália
O primeiro-ministro italiano Giuseppe Conte (assumiu o cargo em 2018), chefe da coalizão populista Government of Change e em particular o ex-vice-primeiro-ministro e ministro do Interior e o líder da Liga, Matteo Salvini (2018-2019), eram frequentemente descritos como novos nacionalistas. Enquanto estava no cargo, Salvini foi descrito por alguns meios de comunicação como o político mais poderoso do país e um "primeiro ministro de fato".
Giorgia Meloni, líder dos Irmãos da Itália, um partido que apoiou o governo caso a caso, também foi descrita como um novo nacionalista.
Em agosto de 2019, Salvini apresentou uma moção de desconfiança no governo de coalizão, pedindo que novas eleições tomassem "plenos poderes", porém Conte formou um novo governo entre o Movimento Cinco Estrelas (M5S) e o Partido Democrata (PD). À frente deste novo gabinete, Conte atenuou sua retórica neo-nacionalista.

### Japão
O 63º e atual primeiro-ministro Shinzō Abe (assumido cargo em 2012), membro da organização de direita Nippon Kaigi, promoveu ideias de novo nacionalismo, assim como o Partido Liberal Democrático do Japão, que ele lidera.

### México
O presidente mexicano Andrés Manuel López Obrador (assumiu o cargo em 2018) foi descrito como neo-nacionalista e frequentemente apelidado como "mexicano Donald Trump" pela mídia.

### Filipinas
O presidente filipino Rodrigo Duterte (assumido o cargo em 2016) foi descrito como um novo nacionalista.

### Polônia
O sexto e atual presidente da Polônia, Andrzej Duda (que assumiu o cargo em agosto de 2015) é regularmente citado como uma figura de liderança no novo movimento nacionalista na Polônia. Além disso, o partido governista Law and Justice e sua aliança United Right, liderada por Jarosław Kaczyński, promoveram visões nacionalistas para ganhar uma maioria absoluta nas eleições nacionais de 2015 (um feito nunca antes realizado). Apesar de não ter um cargo no governo, Kaczyński foi descrito como a figura que faz a "chamada final" em todas as principais questões políticas na Polônia.

### Rússia
O presidente da Rússia, Vladimir Putin (segundo presidente da Rússia de 2000 a 2008 e quarto presidente da Rússia de 2012) foi classificado como sendo um novo nacionalista.  Putin foi descrito por Hirsh como "o prenúncio deste novo nacionalismo global".  Charles Clover, chefe do departamento financeiro de Moscou do Financial Times de 2008 a 2013, escreveu um livro em 2016 intitulado Vento negro, neve branca: a ascensão do novo nacionalismo da Rússia . O pensador nacionalista russo Aleksandr Dugin, em particular, teve influência sobre o Kremlin, servindo como consultor para os principais membros do partido governante Rússia Unida, incluindo agora o diretor do SVR, Sergey Naryshkin .
A Rússia foi acusada de apoiar novos movimentos nacionalistas na Europa e nos Estados Unidos.

### Arábia Saudita
O príncipe herdeiro da Arábia Saudita, Mohammad bin Salman (assumiu o cargo em 2017), foi descrito por Kristin Diwan, do Instituto Árabe dos Estados do Golfo, como sendo apegada a um "forte novo nacionalismo". O "novo nacionalismo saudita" foi usado para reforçar o apoio às políticas econômicas e externas do Reino e representa um afastamento da dependência anterior do Reino de legitimidade pela religião. Muitas das ações de política externa do país a partir de 2017, como o bloqueio do Catar e a disputa diplomática com o Canadá, foram descritas como motivadas por esse nacionalismo. As políticas do governo de Mohammad bin Salman foram fortemente influenciadas por seu conselheiro Saud al-Qahtani, que foi descrito como um "ideólogo nacionalista" e cujo papel foi comparado ao de Steve Bannon .

### Turquia
Em 2014, Mustafa Akyol escreveu sobre uma nova "marca do neonacionalismo turco" promovida pelo Partido da Justiça e Desenvolvimento (AKP), partido governante do país, cujo líder é o presidente Recep Tayyip Erdoğan (escritório assumido em 2014).  O "novo nacionalismo" turco substitui o caráter secular das formas tradicionais do nacionalismo turco por uma identidade "assertivamente muçulmana".
Devlet Bahçeli, líder do Partido do Movimento Nacionalista (MHP), foi descrito como criando uma "nova frente nacionalista" ao formar a Aliança do Povo com o AKP de Erdoğan em 2018. O MHP é afiliado à organização paramilitar Grey Wolves, pela qual Erdoğan também expressou apoio.

### Emirados Árabes Unidos
Os Emirados Árabes Unidos, sob a liderança do príncipe herdeiro de Abu Dhabi Mohammed bin Zayed (assumiu em 2004), foram descritos como propagando um "novo nacionalismo árabe", que substitui a forma esquerdista mais antiga da ideologia nacionalista árabe por uma de forma mais conservadora, através de seu forte apoio à ascensão dos respectivos novos líderes do Egito e da Arábia Saudita, Abdel Fattah el-Sisi e o príncipe Mohammad bin Salman, como forma de combater a influência iraniana e turca nos estados árabes.

### Reino Unido
O referendo de 23 de junho de 2016 no Reino Unido para deixar a União Europeia ("Brexit") foi descrito como um marco do novo nacionalismo. Owen Matthews observou semelhanças nos motivos de apoio ao movimento Brexit e Trump. Ele escreveu na Newsweek que os apoiadores de ambos são motivados por "um desejo de controlar a imigração, reverter a globalização e restaurar a grandeza nacional ao se desvencilhar do mundo amplo e ameaçador".
Matt O'Brien escreveu sobre o Brexit como "o sucesso mais chocante para o novo nacionalismo que varre o mundo ocidental". Líderes da campanha do Brexit, como Nigel Farage, ex-líder do eurocéptico UK Independence Party (agora do Brexit Party ); Prefeito de Londres (agora primeiro ministro e líder do Partido Conservador) Boris Johnson ; O co-organizador de votação deixa Michael Gove ; o ex- secretário do Brexit David Davis ; e Jacob Rees-Mogg, presidente do Grupo Europeu de Pesquisa, foram chamados de "novos nacionalistas".

### Estados Unidos
A ascensão de Donald Trump à candidatura republicana foi amplamente descrita como um sinal do crescente novo nacionalismo nos Estados Unidos.   Um editorial do Chicago Sun-Times no dia da inauguração de Donald Trump o chamou de "nosso novo presidente nacionalista". A nomeação de Steve Bannon, executivo do Breitbart News (mais tarde cofundador do Movimento ), como estrategista-chefe da Casa Branca, foi descrita por um analista como excitação de uma "nova ordem mundial, impulsionada pelo patriotismo e um desejo feroz de cuidar de seu próprio país", um neo-nacionalismo que ataca incessantemente os muçulmanos (e outros estrangeiros) e se esforça para voltar o relógio ao comércio livre e à globalização, um mundo em que os militares podem contar muito mais do que diplomacia e compromisso".
Após a eleição de Trump, o senador norte-americano Marco Rubio pediu que o Partido Republicano adotasse um "novo nacionalismo" para se opor ao "elitismo econômico que substituiu um compromisso com a dignidade do trabalho com uma fé cega nos mercados financeiros e que vê os EUA simplesmente como uma economia em vez de uma nação".

### Pessoas
Os seguintes políticos foram todos descritos de alguma forma como novos nacionalistas:

##### África
- Hamid Chabat, ex-prefeito de Fez (2003–2015) e líder do Partido Istiqlal marroquino[95]
- Uhuru Kenyatta, Presidente do Quênia (escritório assumido em 2013) e líder do Partido Jubilar do Quênia[96]
- Mmusi Maimane, ex-líder da oposição (África do Sul) e ex-líder da Aliança Democrática[97]
- Herman Mashaba, ex-prefeito de Joanesburgo (escritório assumido em 2016) e ex-membro da Aliança Democrática[98]
- John Magufuli, Presidente da Tanzânia (escritório assumido em 2015–) [99]

##### Américas
- Jair Bolsonaro, presidente do Brasil e ex-membro do Partido Social Liberal .[33]
- Olavo de Carvalho, especialista em política e jornalista brasileiro.[34]
- Mario Abdo Benítez, Presidente do Paraguai (2018–) e candidato do Partido Colorado[100]
- Chi Hyun Chung, candidato à presidência das eleições gerais bolivianas de 2019[101]
- Maxime Bernier, MP, candidato de 2017 à liderança do Partido Conservador do Canadá e líder do Partido Popular do Canadá[102]
- Nayib Bukele, ex-prefeito de San Salvador (2015–2018) e presidente de El Salvador (2019–) [103]
- Horacio Cartes, ex-presidente do Paraguai (2013–2018) e candidato ao Partido do Colorado[104]
- Andrés Chadwick, Ministro do Interior do Chile (2012–2014; 2018–2019) e membro da União Democrática Independente[105]
- Juan Orlando Hernández, Presidente de Honduras (escritório assumido em 2014) e candidato do Partido Nacional de Honduras[106]
- José Antonio Kast, membro da Câmara dos Deputados do Chile (2002–2018), candidato presidencial independente nas eleições presidenciais de 2017 e líder da Ação Republicana[107]
- François Legault, Premier de Quebec (escritório assumido em 2018) e líder da Coalizão Canadense Avenir Québec[108]
- Kellie Leitch, deputada e candidata a 2017 para a liderança do Partido Conservador do Canadá[109]
- Iván Duque Márquez, Presidente da Colômbia (cargo assumido em 2018) e candidato do Centro Democrático[110]
- Jimmy Morales, Presidente da Guatemala (assumiu o cargo em 2016) e candidato da Frente Nacional de Convergência[111]
- Alejandro Giammattei, Presidente eleito da Guatemala (escritório assumido em 2020) [112]
- Fabricio Alvarado Muñoz, o candidato do Partido Nacional de Restauração da Costa Rica nas eleições presidenciais de 2018[113]
- Juan Diego Castro Fernández, o candidato da Costa Rica nas eleições presidenciais de 2018[114]
- Andrés Manuel López Obrador, Presidente do México e fundador do Movimento Nacional de Regeneração .[68]
- Kevin O'Leary, empresário e candidato de 2017 à liderança do Partido Conservador do Canadá
- Donald Trump, empresário, personalidade televisiva e atual presidente dos Estados Unidos, que representa os republicanos .[115]
- Marco Rubio, senador da Flórida e membro do Partido Republicano .[116]
- Steve Bannon, figura política americana, ex-estrategista-chefe da Casa Branca e ex-presidente executivo do Breitbart News .[117]
- Tucker Carlson, comentarista político americano e apresentador da Fox News .[118]
- Josh Hawley, senador dos EUA do Missouri e membro do Partido Republicano[119]

##### Ásia-Pacífico
- Tony Abbott, ex-primeiro ministro da Austrália (2013-2015) e ex-líder do Partido Liberal da Austrália[120]
- Xi Jinping, líder da China (escritório assumido em 2012) e secretário geral do Partido Comunista da China .[121]
- Kim Jong-un, Líder Supremo da Coréia do Norte (assumiu o cargo em 2011) e líder do Partido dos Trabalhadores da Coréia[122]
- Khaltmaagiin Battulga, Presidente da Mongólia (em 2017) e candidato do Partido Democrata da Mongólia
- Prayut Chan-o-cha, Primeiro Ministro da Tailândia (assumiu o cargo em 2014) e primeiro candidato ministerial do Partido Phalang Pracharat nas eleições gerais de 2019[123]
- Peter Dutton, Ministro de Assuntos Internos da Austrália (assumiu o cargo em 2017) e membro do Partido Liberal da Austrália[124]
- Park Geun-hye, ex-presidente da Coréia do Sul (2013-2017) e ex-líder do partido Saenuri[125]
- Hong Jun-pyo, ex-líder do Partido da Coréia da Liberdade e candidato nas eleições presidenciais de 2017[126]
- Narendra Modi, Primeiro Ministro da Índia e membro do Partido Bharatiya Janata .[127]
- Shinzō Abe, primeiro ministro do Japão e líder do Partido Democrata Liberal .[128]
- Imran Khan, primeiro-ministro do Paquistão (assumiu o cargo em 2018) e líder do Paquistão Tehreek-e-Insaf[129]
- Rodrigo Duterte, Presidente das Filipinas e líder do PDP-Laban .[130]
- Winston Peters, vice-primeiro ministro da Nova Zelândia (escritório assumido em 2017) e líder da Nova Zelândia Primeiro[131]
- Najib Razak, ex-primeiro ministro da Malásia (2009–2018) e ex-líder de Barisan Nasional e da Organização Nacional da Malásia Unida[132]
- Hun Sen, Primeiro Ministro do Camboja (assumiu o cargo em 1998) e líder do Partido Popular do Camboja[133]
- Prabowo Subianto, Ministro da Defesa da Indonésia (assumiu o cargo em 2019), líder do Partido do Movimento da Grande Indonésia e candidato nas eleições presidenciais de 2019[134]
- Abdulla Yameen, ex-presidente das Maldivas (2013–2018) e líder do Partido Progressista das Maldivas[135]
- Lukar Jam Atsok candidato à Sikyong do Administração Central Tibetana[136][137]

##### Europa
- Sebastian Kurz, ex-chanceler da Áustria e líder do Partido Popular Austríaco[138]
- Heinz-Christian Strache, former Vice Chancellor of Austria (2017–2019) and former leader of the Freedom Party of Austria[139]
- Norbert Hofer, former Transport, Innovation and Technology Minister of Austria (2017–2019), leader of the Freedom Party of Austria and candidate in the 2016 presidential election.
- Tom Van Grieken, leader of the Belgian Vlaams Belang.[140]
- Theo Francken, member of the Belgian Chamber of Representatives and former Secretary of State for Asylum, member of N-VA.[141]
- Mischaël Modrikamen, Belgian politician and lawyer, former leader of the People's Party and former executive director of The Movement[142]
- Tomislav Karamarko, Deputy Prime Minister of Croatia (2016) and former leader of the Croatian Democratic Union[143]
- Boyko Borisov, Prime Minister of Bulgaria (assumed office in 2009) and leader of GERB[144]
- Krasimir Karakachanov, Defence Minister of Bulgaria, leader of IMRO – Bulgarian National Movement and spokesperson for United Patriots.[145]
- Veselin Mareshki, Bulgarian businessman and leader of Volya.[146]
- Miloš Zeman, President of the Czech Republic (assumed office in 2013) and leader of the Party of Civic Rights.[71]
- Andrej Babiš, Prime Minister of the Czech Republic (assumed office in 2017) and leader of ANO 2011[147]
- Tomio Okamura, leader of the Czech Freedom and Direct Democracy[148]
- Kristian Thulesen Dahl, Member of the Folketing and leader of the Danish People's Party.[149]
- Mart Helme, Deputy Prime Minister and Interior Minister of Estonia (assumed office in 2019) and leader of the Conservative People's Party of Estonia[150]
- Jussi Halla-aho, Member of the Finnish Parliament and leader of the Finns Party.[151]
- Marine Le Pen, leader of the French National Rally and candidate in the 2017 presidential election
- Alexander Gauland, Member of the German Bundestag and co-leader of Alternative for Germany.[152]
- Jörg Meuthen, Member of the German Bundestag and co-leader of Alternative for Germany.[153]
- Alice Weidel, Member of the German Bundestag and parliamentary leader of Alternative For Germany.[154]
- Adonis Georgiadis, minister of Development and Investment (assumed office in 2019) and member of New Democracy.[155]
- Panos Kammenos, former Defence Minister of Greece (2015–2019) and leader of the Independent Greeks[156]
- Georgios Karatzaferis, leader of Popular Orthodox Rally[157]
- Ilias Kasidiaris, Greek agronomist and former member of the Greek Parliament.[158]
- Giannis Lagos, Greek MEP and leader of the National People's Conscience.[159]
- Nikos Michaloliakos, Greek mathematician and leader of the Golden Dawn.[160]
- Kyriakos Velopoulos, Greek television personality, politician and leader of the Greek Solution party.[161]
- Makis Voridis, Agricultural Development Minister of Greece (assumed office in 2019) and member of New Democracy[162]
- Failos Kranidiotis, Greek lawyer and leader of New Right.[163]
- Viktor Orbán, Prime Minister of Hungary and leader of Fidesz.[164]
- Sigmundur Davíð Gunnlaugsson, former Prime Minister of Iceland (2013–2016) and leader of the Centre Party[165]
- Matteo Salvini, former Deputy Prime Minister of Italy (2018–2019) and current leader of League.[166]
- Giorgia Meloni, member of the Italian Chamber of Deputies and leader of Brothers of Italy.[167]
- Raivis Zeltīts, Latvian politician and Secretary General of National Alliance.[168]
- Rolandas Paksas, former Prime Minister and President of Lithuania, former leader of Order and Justice.[169]
- Nebojša Medojević, candidate in the 2008 Montenegrin presidential election and leader of Movement for Changes.[170]
- Geert Wilders, leader of the Dutch Party for Freedom [carece de fontes?]
- Thierry Baudet, member of the House of Representatives and leader of Forum for Democracy.[171]
- Siv Jensen, Norwegian Minister of Finance and current leader of the Progress Party.[172]
- Jarosław Kaczyński, former Prime Minister of Poland and leader of Law and Justice.[173]
- Andrzej Duda, President of Poland and member of Law and Justice.[174]
- Janusz Korwin-Mikke, Polish politician, philosopher, writer, former member of the European Parliament and leader of Confederation.[175]
- Victor Ponta, former Prime Minister of Romania (2012–2015) and former leader of the Social Democratic Party[176]
- Vladimir Putin, President of Russia, former Prime Minister of Russia and leader of United Russia.[177]
- Aleksandar Vučić, President of Serbia (assumed office in 2017) and leader of the Serbian Progressive Party[178]
- Robert Fico, former Prime Minister of Slovakia and leader of Direction-Social Democracy
- Andrej Danko, Speaker of the Slovak National Council and leader of the Slovak National Party.[179]
- Janez Janša, Prime Minister of Slovenia and leader of the Slovenian Democratic Party[180]
- Santiago Abascal, former member of Basque Parliament, and leader of VOX.[181]
- Jimmie Åkesson, Member of the Swedish Riksdag and leader of the Sweden Democrats.[182]
- Christoph Blocher, former member of the Swiss Federal Council and former vice president of the Swiss People's Party.[183]
- Nigel Farage, British Member of the European Parliament, former leader of the UK Independence Party, current leader of the Brexit Party.
- Gerard Batten, Deputy leader of the UK Independence Party, former Member of the European Parliament and former leader of the UK Independence Party.[184]

##### Oriente Médio
- Abdel Fattah el-Sisi, Presidente do Egito e ex-Ministro da Defesa.[127]
- Muqtada al-Sadr, líder do Movimento Sadrist do Iraque[185]
- Benjamin Netanyahu, primeiro ministro de Israel e líder do Likud .[186]
- Naftali Bennett, ex-ministro da Educação de Israel, ex-líder do The Jewish Home e atual membro do New Right .[187]
- Khalifa Haftar, comandante do Exército Nacional da Líbia (assumiu o cargo em 2015) [188]
- Tamim bin Hamad, Emir do Qatar (escritório assumido em 2013) [189]
- Recep Tayyip Erdoğan, Presidente da Turquia e líder do Partido da Justiça e Desenvolvimento .[190]
- Mohammad bin Salman, príncipe herdeiro da Arábia Saudita e vice-primeiro-ministro.[191]
- Saud al-Qahtani, consultor da Arábia Saudita e ex-conselheiro da Corte Real.[192]
- Devlet Bahçeli, ex-vice-primeiro ministro da Turquia e líder do Partido Nacionalista do Movimento .[193]
- Mohammed bin Zayed Al Nahyan, príncipe herdeiro dos Emirados Árabes Unidos.[194]
- Mohammed Dahlan, político palestino.[195][196]

### Partidos
Os seguintes partidos foram todos descritos de alguma forma como novos partidos nacionalistas:

##### Ásia-Pacífico
- One Nation na Austrália .[197]

##### Europa
- Alternativa para Alemanha[198]
- O Partido Popular da Dinamarca, que forneceu apoio parlamentar à coalizão governista na Dinamarca (2015–2019) [199]
- O partido dos finlandeses, um ex-membro da coalizão governista na Finlândia (de 2015 até a divisão do partido em 2017) [200]
- Fórum holandês para a democracia[201]
- A Aliança Nacional, membro da coalizão governante na Letônia (desde 2016) [202]
- O Partido Nacional da Eslováquia, membro da coalizão de governo na Eslováquia (2016-2020) [71]
- We Are Family, membro da coalizão de governo na Eslováquia (escritório assumido em 2020) [203]
- Democratas da Suécia[204]
- O Partido Popular Suíço, membro da coalizão de governo na Suíça (desde 2003) [205]
- The United Patriots, membro da coalizão de governo na Bulgária (desde 2014) [206]
- Os flamengos Vlaams Belang
- Os portugueses são suficientes[207]

| - Alt-right - Anti-globalization movement - Christian right - Conservative wave - Ethnic nationalism - European Alliance of People and Nations - Evangelical Christian politics in Latin America - Far-right politics - Illiberal democracy - National conservatism | - Neoconservatism - New Nationalism (Theodore Roosevelt speech) - Paleoconservatism - Radical right - Right-wing populism - The Movement - Traditional conservatism - Ultranationalism |